# Phaeohelotium fagineum
Phaeohelotium fagineum är en svampart som först beskrevs av Christiaan Hendrik Persoon, och fick sitt nu gällande namn av Hengstm. 2009. Phaeohelotium fagineum ingår i släktet Phaeohelotium och familjen Helotiaceae.  Arten är reproducerande i Sverige. Inga underarter finns listade i Catalogue of Life.